# Kampong Siem
Kampong Siem är ett distrikt i Kambodja.   Det ligger i provinsen Kampong Cham, i den centrala delen av landet, 80 km nordost om huvudstaden Phnom Penh.